# Benbrook, Texas
Benbrook là một thành phố thuộc quận Tarrant, tiểu bang Texas, Hoa Kỳ. Năm 2010, dân số của xã này là 21234 người.

## Dân số
- Dân số năm 2000: 20208 người.
- Dân số năm 2010: 21234 người.